# Dianella nigra
Dianella nigra är en grästrädsväxtart som beskrevs av John William Colenso. Dianella nigra ingår i släktet Dianella och familjen grästrädsväxter. Inga underarter finns listade i Catalogue of Life.

## Bildgalleri

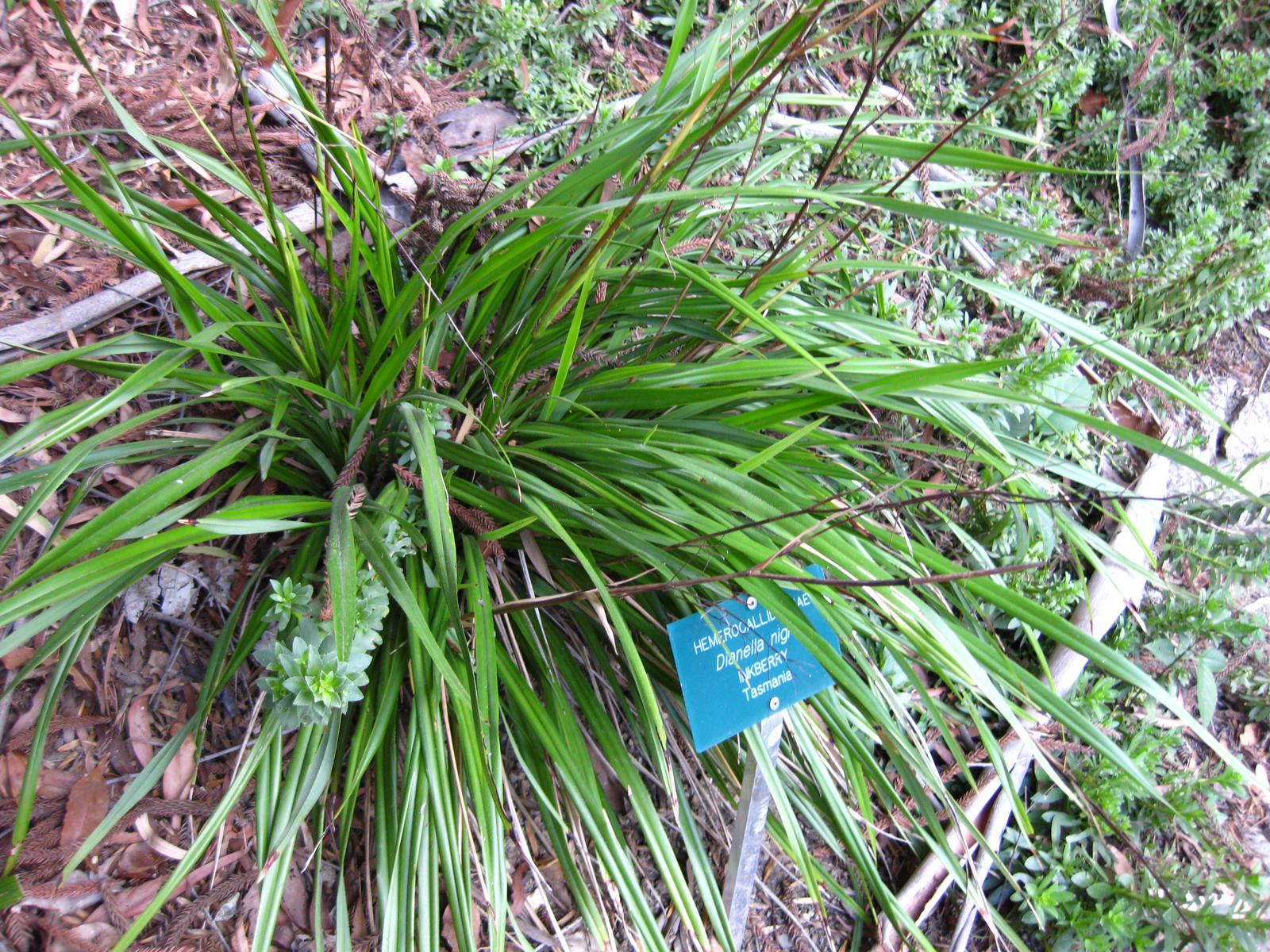
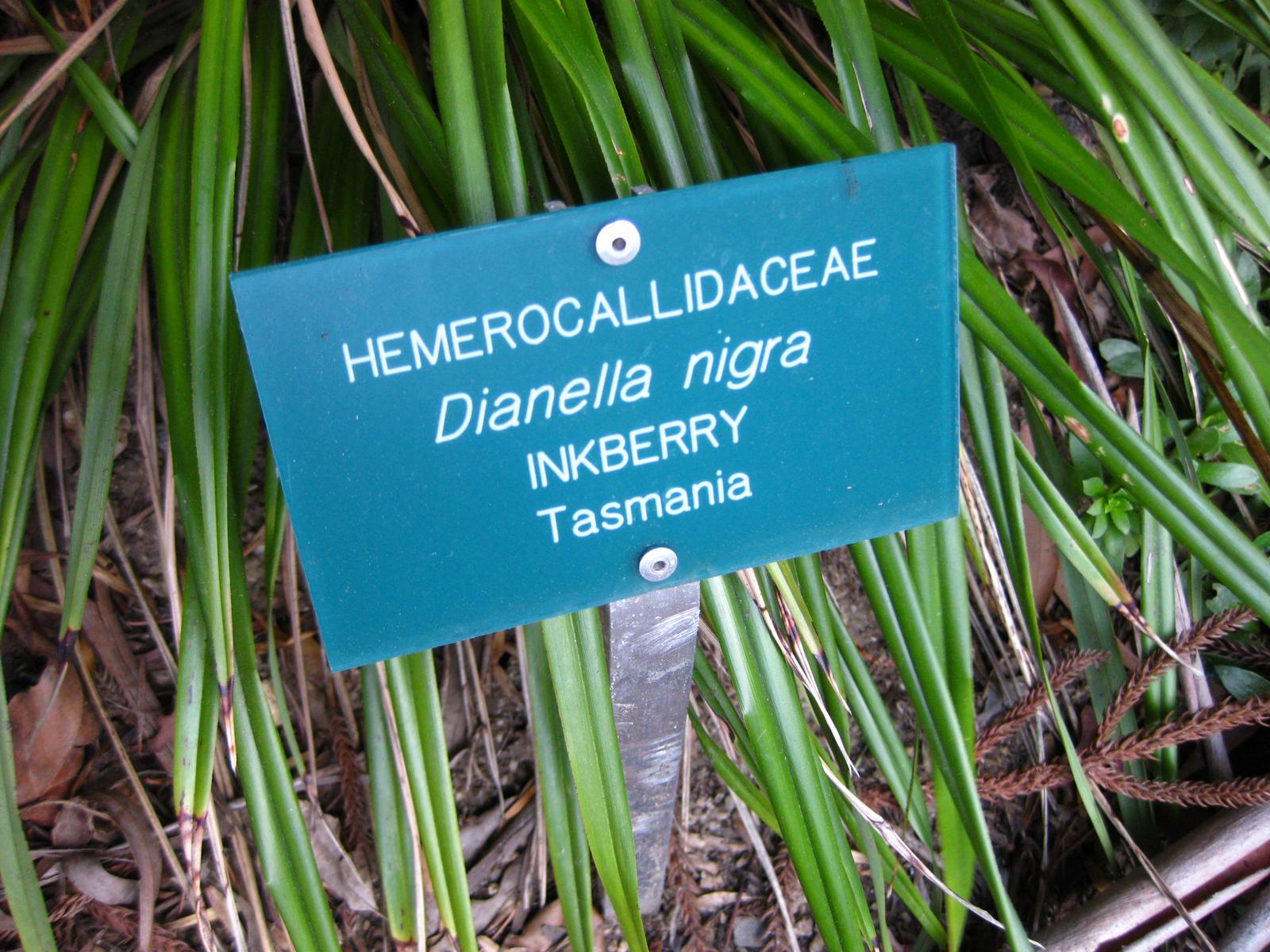